# Hanus Samró
Hanus Samró (1. maj 1988 i Tórshavn) er en færøsk politiker (Fólkaflokkurin), forfatter, LGBT aktivist og student. I 2011 debuterede han som forfatter med romanen Tey bæði. Trúfesti og fullkomin friður.
Ved 2011 blev han indvalgt på Lagtinget som 23-årig, og han er dermed den tredje yngste fast indvalgte repræsentanten noensinde. Som følge af valget gik han af som formand for Fólkaflokkurins ungdomsorganisation, HUXA, samme år. Samró var medlem af Lagtingets erhvervsudvalg og Lagtingets velfærdsudvalg fra 2011 til 2015. Ved lagtingsvalget 2015 opnåede han ikke genvalg.